# Mercedes de Priede

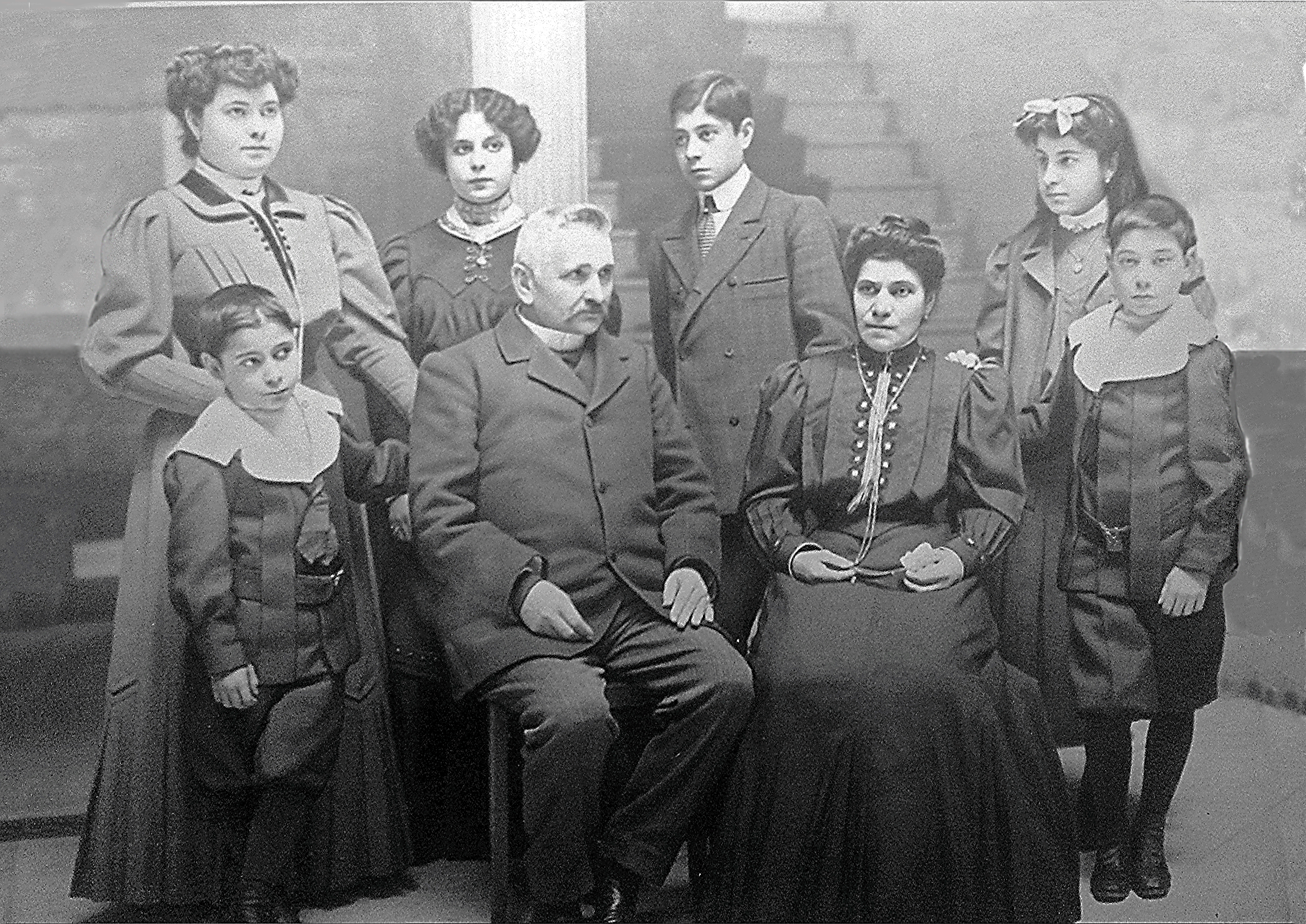
Foto del archivo de la familia Priede Hevia, en el Hotel Castilla de Toledo. Mercedes de Priede, en la fila superior, la segunda por la izquierda.

Mercedes de Priede Hevia (Madrid, 24 de septiembre de 1893 - Alicante, 1976) fue una matemática y profesora española, siendo la primera mujer en enseñar Matemáticas y Física en ejercer en la Escuela Normal Superior de Magisterio en Toledo, Badajoz y Alicante. Casada con el escritor navarro Félix Urabayen, fue colaboradora-correctora e inspiradora de las novelas de su marido. Ambos fueron purgados políticamente por el régimen franquista. Se dedicaron a la enseñanza, ella en Ciencias y Matemáticas y él compatibilizó la enseñanza de Lengua y Literatura con la escritura de numerosas novelas.

## Formación
Nacida en el seno de una familia trabajadora, pronto se trasladó con su familia a Toledo para reconstruir y regentar el Gran Hotel Castilla. Este hotel fue residencia de ilustres viajeros, intelectuales y artistas internacionales, como el poeta Rainer Maria Rilke, el pintor japonés Foujita, el escritor Benito Pérez Galdós y gran parte de la aristocracia española y europea. Priede era la pequeña de seis hermanos, fue a la universidad y ejerció como profesora de Ciencias y Matemáticas en diferentes Escuelas de Magisterio en varias ciudades españolas. Mujer muy liberal, inquieta y culta, viajó a París con su hermana, y tras su estancia en París, solicitó una beca de ayuda de ampliación de estudios en Inglaterra. Entre su círculo de amistades estaba el pintor Joaquín Sorolla, escribió una carta a este según consta en la documentación del Museo Sorolla con fecha del 4 /5/1913 en la que Priede se dirige a él para pedirle interceda para conseguir una estancia de estudios en Inglaterra ya que Sorolla formaba parte de la Junta de Ampliación de Estudios e Investigaciones Científicas desde su creación en el año 1907.
En el año 1920 se abrió la posibilidad para las mujeres españolas interesadas en completar su formación en Estados Unidos mediante unas becas a alumnas de universidades o escuelas superiores españolas ofrecidas por diferentes universidades americanas. Priede solicitó la beca según consta en la publicación de María Ángeles Delgado, "Científicas y educadoras, las primeras mujeres en el proceso de construcción de la Didáctica de las Ciencias en España", Priede es citada en esta publicación en el capítulo de "Mujeres que solicitaron ayuda de la Junta para Ampliación de Estudios para realizar estudios en el extranjero relacionados con la enseñanza de las ciencias físico-naturales", la única beca fue concedida a la escritora Zenobia Camprubí.

## Enseñanza
En su ciudad de residencia, Toledo, ejerció en la Escuela Normal de Magisterio. En un artículo publicado por Mª Carmen Arteaga sobre la fundación de La Escuela de Magisterio de Toledo en el año 1869, destaca a miembros ilustres que hubo entre el profesorado resaltando algunos nombres como el del escritor y profesor en la materia de Lengua y Literatura Españolas Félix Urabayen, este fue su director y da nombre a esta Escuela de Magisterio y su esposa Mercedes de Priede. Urabayen se casó con su colega de claustro, Mercedes de Priede en 1914. Ella además era copropietaria del Hotel Castilla, "por donde pasaban personas variopintas que aportaron al escritor abundantes apuntes para sus escritos".
Mercedes de Priede fue una estrecha colaboradora-correctora e inspiradora de las novelas de su marido el escritor Félix Urabayen. Según cita Hilario Barrero en su tesis doctoral titulada "Vida y obra de un claro vascón de Toledo. El legado literario de Félix Urabayen en la página 23 y 24 Barrero apunta que Priede era una amante de la literatura y escribió algún ensayo. Describe al matrimonio, él navarro y ella de Madrid "no eran “toledanos de toda la vida” sino unos advenedizos al cerrado, clasista, retrógrado círculo social de una sociedad de principios de siglo en una ciudad en decadencia, mitad museo y mitad cementerio. Además estaba la personalidad de la novia y su inteligencia y su rebeldía que se negaba a ser encasillada en los parámetros de una jovencita adinerada y burguesa." "nos presenta el carácter y la personalidad de Mercedes ya que, como era de esperar, sus padres se opusieron, tajantemente, a su casamiento con Félix.Y así una mañana de mayo, tras decirle a sus padres que iba a misa, se casa muy temprano con Urabayen en una sencilla ceremonia". "Mercedes era considerada como fiel correctora de todos sus escritos y compartían los mismos deseos renovadores para la enseñanza".
En el año 1919 pidieron el traslado a la Escuela Nomal de Badajoz, donde permanecieron 3 años. Cosmopolitas ambos, sufrieron un duro contraste con el ambiente pacense de la Extremadura profunda, donde según contó ella a su hija, la recibieron los alumnos a pedradas por ser una mujer la profesora. Regresaron a Toledo en el año 1921.

## Guerra civil española
Durante la guerra civil española, considerado el matrimonio como intelectuales de izquierdas, fueron perseguidos y huyeron de Toledo a Valencia. Los nacionales incautaron el hotel Castilla y su casa, apropiándose "las militaras" de muebles y pertenencias que posteriormente algunas fueron encontradas por su hija Rosa Urabayen Priede en anticuarios de la ciudad de Toledo. Sus hermanos murieron en la guerra o en la cárcel. Su marido, amigo personal de Azaña, fue nombrado Consejero de Cultura del Gobierno Republicano y colaborador en el diario republicano "El Sol". Fue condenado a muerte, pero tras sufrir una enfermedad terminal en la cárcel, salió para morir a los 6 meses. Mercedes de Priede estuvo purgada después de la guerra y tras muchas negociaciones, tardaron más de 10 años en devolverle la plaza para reincorporarse a la enseñanza. La destinaron a la Escuela Normal de Alicante. Habiendo sido incautados sus bienes de Toledo, se traslada a Alicante sola, viuda, pobre, menuda, muy miope y sin una pierna (tras una caída en un viaje a París en su juventud en que le fue amputada su pierna izquierda). Era una mujer muy fuerte de espíritu, gran amante de la literatura, vivió sola en la pensión Albero en Alicante dando clases de Matemáticas y Ciencias en la Escuela Normal de Magisterio de esta ciudad. Una vez jubilada siguió viviendo en Alicante hasta su fallecimiento.
Del matrimonio nació en Toledo el 30 de agosto del año 1915 una única hija, María Rosa Urabayen Priede. Esta dejó Toledo para ir a estudiar a Madrid. Asistió, antes de la Guerra Civil, al Instituto-Escuela viviendo en la Residencias de Señoritas cuya directora era María de Maeztu. Rosa Urabayen fue de las primeras mujeres en graduarse en España en Filosofía y Letras después de la guerra. No pudo ejercer la enseñanza porque fue purgada políticamente. Se casó en Toledo en el año 1944 con el entonces juez Julio Calvillo Martínez de Arenaza. Recuperó su plaza como profesora de instituto en los años 70 gracias a una reivindicación conjunta de aquellos profesores que habían sido inhabilitados durante el franquismo por su ideología política.